# 赤井田良彦
赤井田 良彦（あかいだ よしひこ、1965年4月8日 - ）は日本の男性声優。大阪府出身。最後の所属事務所は東映アカデミー。

## 出演

### テレビドラマ
- 火曜サスペンス劇場 犯罪心理分析官2　白昼堂々若妻を襲う白いバンに乗った男をプロファイリングせよ（1996年7月23日、日本テレビ）
- 月曜ドラマスペシャル グルメミステリー 漫画家・真行寺華美の殺人レシピ1 人気料理教室の生徒の財閥娘が殺された…生徒全員に殺人の動機が!?女性大食いコンビが連続殺人の謎に迫る!（1999年5月10日、TBS）

### テレビアニメ
1996年
- 花より男子（西門総二郎）

1997年
- キューティーハニーF（ハヤオ、望月達彦、科学者、ガードマン、神父、父親、手紙の声、パーティー司会、パンサー手下）
- 金田一少年の事件簿（男生徒、男生徒A）
- 夢のクレヨン王国（ノビルジャー、黒大臣）

1998年
- ひみつのアッコちゃん（第3作）（ギョロ 他）

1999年
- おジャ魔女どれみ（1999年 - 2002年、教頭先生、男、隊長、バイオリンの先生、TV司会者） - 3シリーズ
- HUNTER×HUNTER（第1作）（リッポー、リールベルト）

### OVA
2004年
- おジャ魔女どれみナ・イ・ショ（教頭先生）

### 劇場アニメ
1997年
- キューティーハニーF（パンサー手下）
- 花より男子（西門総二郎）

### ネットドラマ
- 猫が落ちてきた日（宮内友昭）